# Associazione Calcio Acireale 1950-1951
Questa voce raccoglie le informazioni riguardanti il  A.C. Acireale nelle competizioni ufficiali della stagione 1950-1951 Serie C.

## Stagione
Nel 1950 il club acese cambia denominazione in  Associazione Calcio Acireale.
Ritorna alla presidenza Sebastiano Fichera, rilevando la società e salvandone le sorti, dando grandi aspettative per la stagione 1950-1951 in Serie C e ventilando un'ipotetica scalata alla cadetteria.
La guida tecnica è affidata Doneaux Usbek, ma si dà l'addio alla prima bandiera, Barattucci, che passa al Marsala. 
Gli acquisti deludono le aspettative e non riescono ad amalgamarsi ai "vecchi", e il tecnico non riesce a gestire il gruppo. Arrivano delle sconfitte che affievoliscono le ambizioni di promozione; dopo la sconfitta con l'Arsenale Messina si chiedono le dimissioni del tecnico, che arrivano il 25 febbraio, sostituendolo con Armando Creziato per un clamoroso ritorno. L'Acireale però non decolla e in un finale faticoso, nonostante i 32 punti ottenuti i granata retrocedono.

## Rosa
| N. |                   | Ruolo | Calciatore         |
| -- | ----------------- | ----- | ------------------ |
|    | Italia (bandiera) | C     | Giancarlo Castelli |
|    | Italia (bandiera) | A     | Antonio Gullo      |
|    | Italia (bandiera) | D     | Sergio Persia      |
|    | Italia (bandiera) | A     | Giuseppe Totti     |
|    | Italia (bandiera) | C     | Giovanni Bonanno   |
|    | Italia (bandiera) | A     | Pantaleo Magurano  |
|    | Italia (bandiera) | P     | Agostino Scaglioni |
|    | Italia (bandiera) | C     | D. Lorenzini       |

| N. |                   | Ruolo | Calciatore                |
| -- | ----------------- | ----- | ------------------------- |
|    | Italia (bandiera) | A     | L. Fanucci                |
|    | Italia (bandiera) | D     | Giacomo Delaude           |
|    | Italia (bandiera) | C     | Francesco Paolo Trovatore |
|    | Italia (bandiera) | A     | U. Vismara                |
|    | Italia (bandiera) | C     | Antonio Bergonzi          |
|    | Italia (bandiera) | A     | A. Liva                   |
|    | Italia (bandiera) | C     | G. Russo                  |
|    | Italia (bandiera) | P     | Francesco Pucci           |

## Risultati

### Serie C 1950-1951 Girone D

#### Girone di andata
| Arbitro: | Civelli (Viareggio) |

|                |           |         |
| Parvis Casuzzi | Marcatori | Fanucci |

| Arbitro: | Irlando (Torre Annunziata) |

|           |           |         |
| Bislenghi | Marcatori | Fanucci |

| Arbitro: | De Fano (Bari) |

|             |           |              |
| Gullo Totti | Marcatori | Bianco Badii |

| Arbitro: | Pranzo (Taranto) |

|                     |           |  |
| Totti Gullo Fanucci | Marcatori |  |

| 22 ottobre 1950 5ª giornata                               | Brindisi  | 3 – 1 | Acireale |  |
| \| \| \| \| \| Michelini Begnini \| Marcatori \| Gullo \| |           |       |          |  |
|                                                           |           |       |          |  |
| Michelini Begnini                                         | Marcatori | Gullo |          |  |

| Arbitro: | Bucciarelli (Livorno) |

|                    |           |         |
| Silvestri Di Fonte | Marcatori | Fanucci |

| Arbitro: | Torri (Roma) |

|                       |           |      |
| Gullo Vismara Fanucci | Marcatori | Zaro |

| Arbitro: | Arpaia (Roma) |

|  |           |         |
|  | Marcatori | Fanucci |

| Arbitro: | Benedetti (Piombino) |

|               |           |            |
| Lorenzini 10’ | Marcatori | 59’\|Ferri |

| Arbitro: | Cardella (Palermo) |

|  |           |           |
|  | Marcatori | 44’Sicala |

| Arbitro: | Smorto (Reggio Calabria) |

|               |           |  |
| Margiotta 43’ | Marcatori |  |

| Arbitro: | Jonni (Macerata) |

|                         |           |                   |
| Russo 4’ Tarantelli 48’ | Marcatori | 47’ (aut.)Rotelli |

| Arbitro: | Casini (Palermo) |

|             |           |  |
| Gullo Totti | Marcatori |  |

| Arbitro: | Pranzo (Taranto) |

|                   |           |      |
| Totti 88'Bergonzi | Marcatori | Zega |

| 31 dicembre 1950 15ª giornata | Nissena                  | 4 – 0 | Acireale | \| Arbitro: \| Smorto (Reggio Calabria) \| |
| Arbitro:                      | Smorto (Reggio Calabria) |       |          |                                            |

| Arbitro: | Marangio (Roma) |

|                |           |  |
| Bergonzi Gullo | Marcatori |  |

| 14 gennaio 1951 17ª giornata | Turno di Riposo | – | Acireale |  |

| Arbitro: | Grandeville (Roma) |

|       |           |        |
| Totti | Marcatori | Masini |

| Arbitro: | Zandri (Ancona) |

|            |           |            |
| Rabagliati | Marcatori | Liva Gullo |

#### Girone di ritorno
| Arbitro: | Larni (Macerata) |

|          |           |                 |
| Bergonzi | Marcatori | Parvis Cereseto |

| Arbitro: | Gemini (Roma) |

|         |           |           |
| Fanucci | Marcatori | Buzzecoli |

| Arbitro: | Lo Cascio (Palermo) |

|        |           |         |
| Bianco | Marcatori | Fanucci |

| Arbitro: | Kevi (La Spezia) |

|             |           |           |
| Frassinelli | Marcatori | Lorenzini |

| 4 marzo 1951 5ª giornata | Acireale                 | 0 – 0 | Brindisi | \| Arbitro: \| Vollero (Frattamaggiore) \| |
| Arbitro:                 | Vollero (Frattamaggiore) |       |          |                                            |

| Arbitro: | Marangio (Roma) |

|               |           |                             |
| Fanucci Gullo | Marcatori | Di Fonte Nicoli Lanciaprima |

| 18 marzo 1951 7ª giornata | Cosenza           | 0 – 0 | Acireale | \| Arbitro: \| Ferrara (Firenze) \| |
| Arbitro:                  | Ferrara (Firenze) |       |          |                                     |

| Arbitro: | Bernasconi (Firenze) |

|       |           |  |
| Gullo | Marcatori |  |

| Arbitro: | Bucciarelli (Livorno) |

|       |           |  |
| Beghi | Marcatori |  |

| 08 aprile 1951 10ª giornata | Arsenale Messina | 0 – 0 [giocato di mattina in quanto il campo era impegnato nel pomeriggio dalla partita Messina - Venezia referto] | Acireale | \| Arbitro: \| Pranzo (Taranto) \| |
| Arbitro:                    | Pranzo (Taranto) | |          |                                    |

| Arbitro: | Benedetti (Piombino) |

|               |           |  |
| De Vitis aut’ | Marcatori |  |

| Arbitro: | Scalise (Roma) |

|                                           |           |                  |
| Trovatore 27’ Gullo 51’ Vecchi 51’ (aut.) | Marcatori | 6’Dini 88’Quarta |

| 29 aprile 1951 13ª giornata | Igea Virtus        | 0 – 0 | Acireale | \| Arbitro: \| Cardella (Palermo) \| |
| Arbitro:                    | Cardella (Palermo) |       |          |                                      |

| Arbitro: | Garzelli (Livorno) |

|         |           |  |
| Voliani | Marcatori |  |

| Arbitro: | Crivelli (Viareggio) |

|                          |           |            |
| Trovatore Totti Magurano | Marcatori | Bortoletto |

| Arbitro: | Benedetti (Piombino) |

|                                        |           |  |
| Pastore Bonanno aut.’ Labbate Pugliese | Marcatori |  |

| 27 maggio 1951 17ª giornata | Acireale | – | Turno di Riposo |  |

| Arbitro: | Corallo (Lecce) |

|                          |           |  |
| Comaschi 44’ Petrini 50’ | Marcatori |  |

| Arbitro: | Quaranta (Bari) |

|      |           |  |
| Liva | Marcatori |  |